# Marie-Luise Jahn
Marie-Luise Jahn (28 de mayo de 1918 – 22 de junio de 2010) fue una médica alemana y miembro del grupo de resistencia antinazi Rosa Blanca.
Jahn nació y creció en Sandlack, este de Prusia (hoy llamado Sędławki, y perteneciente a Polonia). Entre los años 1934 y 1937 asistió a una escuela de Berlín y en 1940 comenzó sus estudios de Química en la Universidad de Múnich. Allí Jahn entabló una estrecha amistad con Hans Conrad Leipelt, miembro de la Rosa Blanca. Tras el arresto de los hermanos Hans y Sophie Scholl y de Christoph Probst, Jahn
continuó con la publicación de panfletos y recaudó dinero para ayudar a la viuda de Kurt Huber, también miembro de la Rosa Blanca. En octubre de 1943 fue arrestada por la Gestapo y sentenciada a 12 años de prisión.
Tras su liberación estudió medicina en la Universidad de Tubinga y ejerció como médico en Bad Tölz. En 1987 fue miembro fundador de la Fundación Rosa Blanca.